# Palacio de los Reyes de Navarra

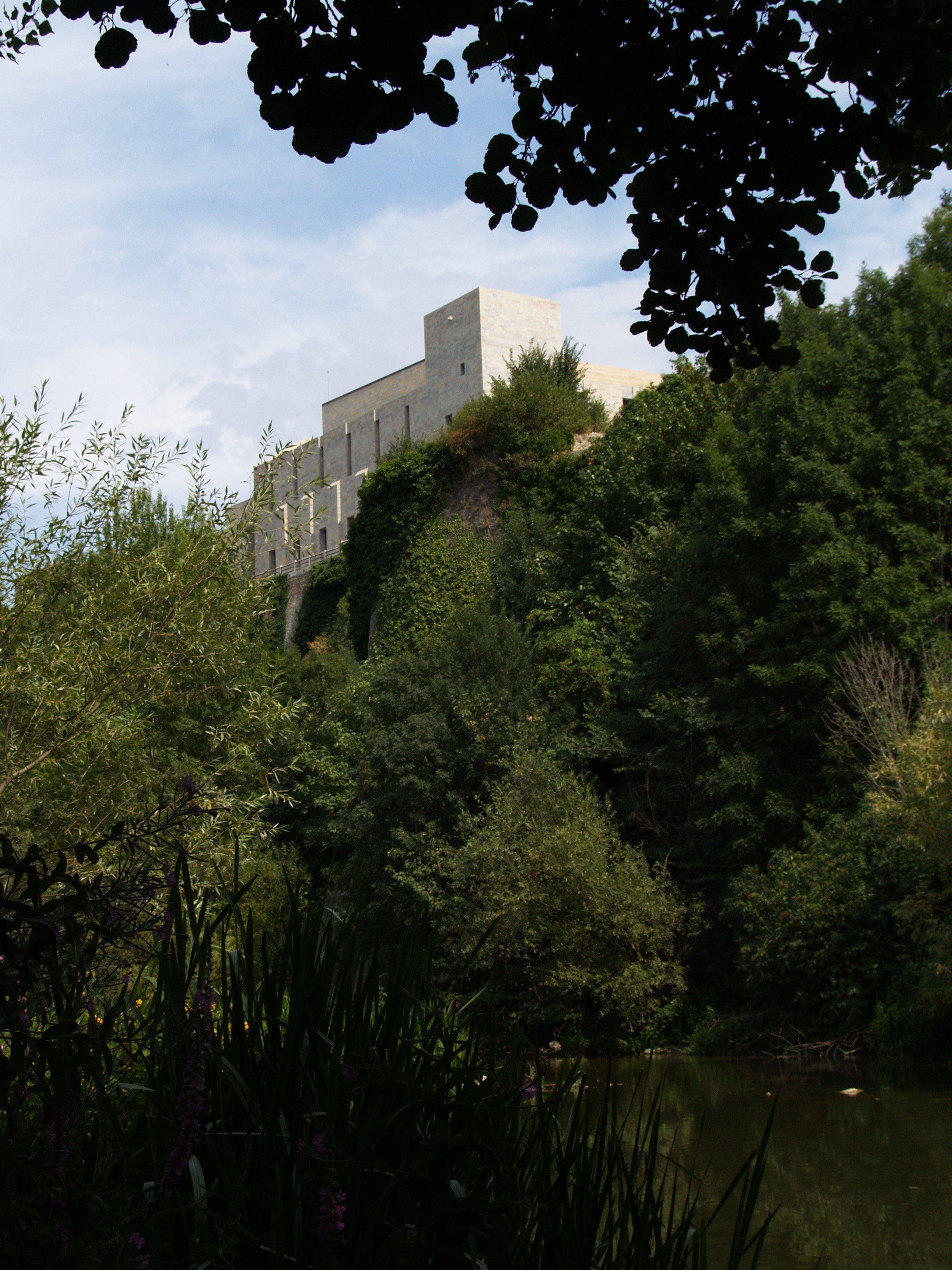
El Palacio de los Reyes de Navarra o Archivo Real y General de Navarra por su perfil norte y oeste.

El palacio de los Reyes de Navarra, que en la actualidad es un edificio que cumple la función de Archivo Real y General de Navarra, se encuentra en Pamplona, capital de Navarra (España).
Este edificio se inició como palacio de los Reyes en el siglo XII. Tras la Conquista de Navarra en el siglo XVI pasó a ser la residencia de los Virreyes. Posteriormente, durante treinta años, la Capitanía General y luego Gobierno Militar hasta 1971. Tras un largo abandono durante el último cuarto del siglo XX, fue reformado en el año 2003 por Rafael Moneo para convertirlo en el Archivo Real y General de Navarra.

## Denominaciones
Ha tenido varias denominaciones a lo largo de la historia, por ello seguidamente se realiza una datación de las mismas:
- De 1189 a 1841: Palacio Real de San Pedro, Palacio Real y Episcopal de San Pedro, Palacio Real. La denominación de San Pedro es por la iglesia que había en el lugar (donde hoy está la iglesia de san Fermín de Aldapa)
- De 1841 a 1872: Palacio de Capitanía General.
- De 1876 a 1971: Gobierno Militar.
- El edificio quedó abandonado, hasta 1979 en manos del Ejército y posteriormente bajo la posesión del Ayuntamiento de Pamplona y del Gobierno de Navarra.
- Desde el 2003: Archivo Real y General de Navarra.

## Historia

### Época medieval
En este terreno, en un altozano de la ciudad de la Navarrería existía una prohibición de Alfonso el Batallador de construir en esa zona para proteger el burgo de San Cernin que estaba debajo, separada de la misma por un barranco. Sancho VI el Sabio en 1189 «concedió a la Navarrería el privilegio para su repoblación» obteniendo la respuesta vecinal que, «con permiso de la Iglesia, le regalaron aquel solar para que erigiese su residencia.» Así pues este rey revocó la decisión del Batallador y acordó con el obispo -que fue el señor de Pamplona hasta 1319 -, el uso de este espacio para la construcción de un palacio real. Su construcción sería en un estilo protogótico y recibió inicialmente el nombre de "Palacio de San Pedro". El mismo tenía capilla, granero y bodega.
Este palacio sería hipotecado en 1198 por el rey Sancho VII al entonces obispo de Pamplona, García Ferrández, que daría lugar a numerosos pleitos posteriores y que, por ello, sería utilizado de forma conjunta por la corona y la sede episcopal. Así, cuando Teobaldo I llega a Pamplona en 1246, se encontró con el palacio ocupado por el obispo Pedro Ramírez de Piédrola, y tuvo que alojarse en los “palacios viejos”, junto a la capilla de Jesucristo, al lado del claustro catedralicio. Esto inició una tensión entre ambos poderes luchando por la posesión del palacio. Teobaldo I acusó al obispo Pedro Jiménez de Gazólaz de traidor y este, a cambio, le excomulgó, teniendo que huir a Navardún perteneciente a la Corona de Aragón, para evitar represalias, donde pasó tres años. El monarca tuvo que acercarse a Roma para solicitar el levantamiento de la excomunión. Este mismo obispo Gazólaz devolvió a Teobaldo II el Palacio, pero el papa Alejandro IV anuló esta restitución, continuando las diferencias.
En 1276 durante la guerra de la Navarrería, el Palacio sufrió daños de consideración, ya que desde su explanada los habitantes de la Navarrería habían atacado con catapultas al burgo de San Cernin
El papa Martín V dispuso se le entregara a Blanca I de Navarra el Palacio Real de San Pedro, ocupándolo desde entonces los reyes de Navarra hasta su conquista. 

### Época moderna
Tras la anexión de Navarra pasó a ser lugar de residencia de los virreyes españoles, al parecer desde 1539. En 1590 hubo otro intento episcopal de conseguir el palacio, esta vez por parte del obispo de Pamplona Bernardo de Sandoval y Rojas, castellano, que puso un pleito a la Corona española, fracasando.
También se alojaron en él los reyes de España cuando visitaban la ciudad. Así lo hizo Felipe II en 1592, que según versiones quitó el escudo episcopal de la entrada y puso el escudo real que estaba en el castillo viejo, que es el que se ha mantenido hasta ahora.
En 1646 Felipe IV visitó Pamplona y se alojó aquí. Felipe V estuvo en 1706. La estructura del edificio se vio afectada por las explosiones del molino de la pólvora, situado cerca del actual Puente del Vergel, ocurridas en 1675 y en 1733. Ambas deflagaciones causaron numerosos y considerables daños en edificaciones por toda la ciudad, incluyendo este viejo palacio que fue reparado «sin atender a criterios estéticos.»
José Bonaparte en su retirada hacia Francia también pernoctó en el mismo.

### Época contemporánea
Con la supresión del virreinato en 1840 se convierte en residencia militar de los capitanes generales, hasta 1893, y de los gobernadores militares hasta 1971. Por esta razón que en este palacio estuvo hospedado como gobernador militar, desde febrero de 1936, Emilio Mola, figura primordial en los sucesos de 1936 que llevó al derrocamiento de la Segunda República con el fallido golpe de Estado que derivó en la guerra civil española. Esta función es la que llevó a conocerlo como Palacio de Capitanía o Gobierno Militar, denominaciones históricas que también ha tenido este edificio.

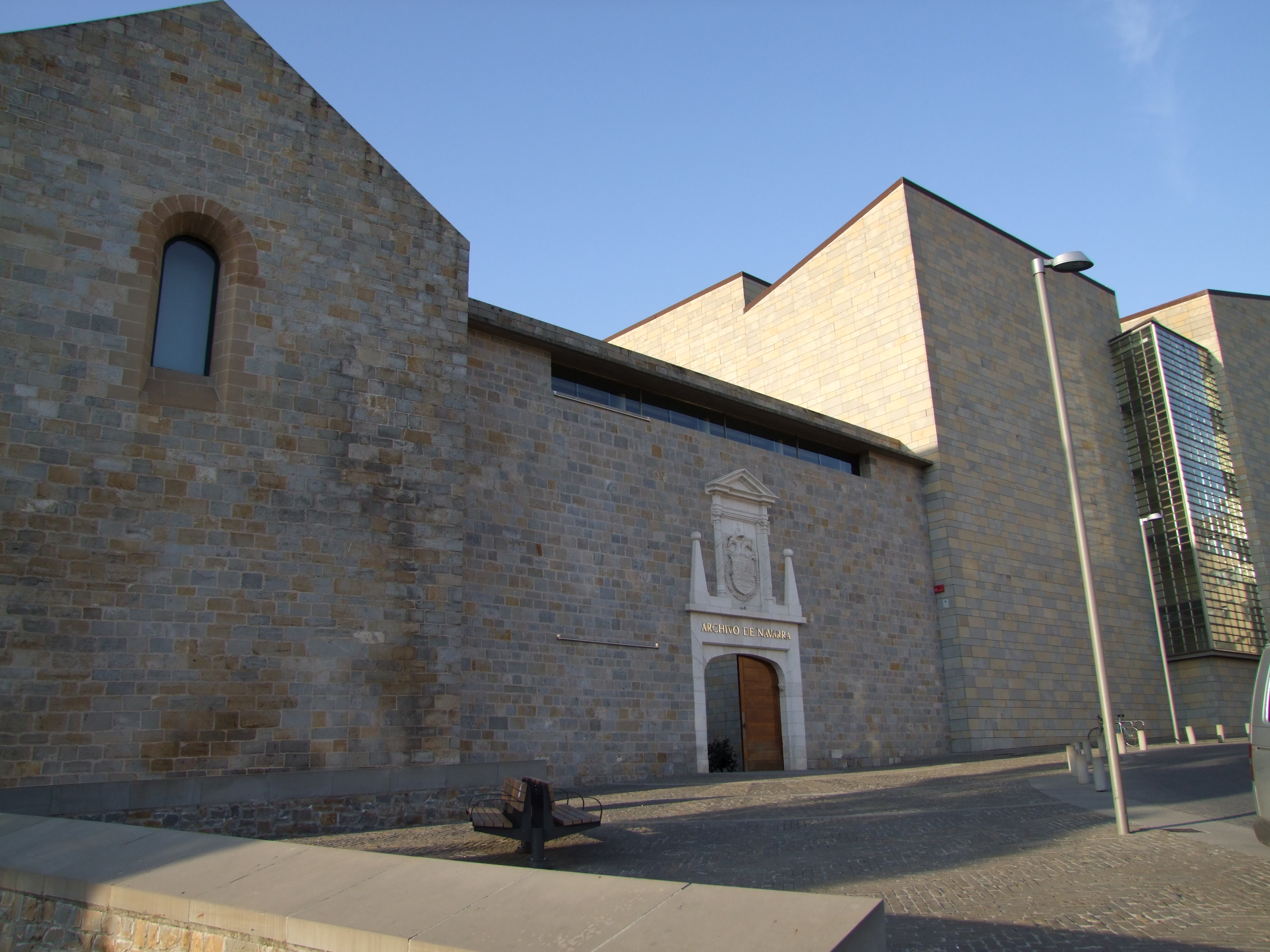
Entrada principal del Archivo Real y General de Navarra (antiguo Palacio de los Reyes de Navarra) en 2009.

En 1976, estando abandonado fue declarado Monumento Histórico Artístico de carácter provincial. Mientras se realizaban estudios para proyectar su rehabilitación, el edificio sufrió de forma reiterada la agresión de los incendiarios intencionados, iniciándose los incendios en mayo de 1978 con periodicidad casi mensual y llegando a su cenit en octubre de 1983 en que durante quince días los bomberos tuvieron que acudir en 12 ocasiones.
Los arquitectos Manuel Iñíguez y Alberto Uztárroz entregaron en septiembre de 1987 un anteproyecto, por encargo del Gobierno de Navarra, en que el edificio se mantenía íntegramente como Museo de la Historia de Navarra. Posteriormente en 1993 se decidió destinarlo a Archivo Histórico de Navarra y para ello se contactó con el arquitecto Rafael Moneo para elaborar el proyecto definitivo. En 1994 se iniciaron las obras, derribando parte del edificio, algo que no se había contemplado en el anteproyecto. Así mismo se levantó una torre anexa de nueva planta donde está ubicado el archivo.

## Indicaciones generales de la zona
El Archivo Real y General de Navarra está ubicado en el centro histórico de Pamplona, España, en la zona conocida como la Cuenca de Pamplona, en pleno corazón de las murallas defensivas de la ciudad.
El edificio se encuentra sobre el antiguo cerro de Pamplona, configurando el perfil característico de la ciudad asentada en una meseta. Está situado en la calle Dos de Mayo, a pocos metros del Museo de Navarra y del Convento de las Adoratrices. Justo enfrente del Archivo se encuentra la pintoresca Basílica de San Fermín de Aldapa (siglo XVII). 
Pamplona está situada en el norte de la península ibérica, en el centro de la Cuenca de Pamplona. La ciudad se extiende a ambos lados del río Arga y también está atravesada por los ríos Elorz y Sadar. En general, el clima de Pamplona es relativamente templado, aunque debido a su ubicación en una zona de transición, presenta características algo singulares e inestables. Durante el verano, se registran algunos días muy calurosos con temperaturas que ocasionalmente superan los 39 °C. En invierno, la ciudad puede experimentar días muy fríos, con temperaturas que descienden hasta -15 °C en algunas zonas. Las precipitaciones son bastante regulares, apareciendo a menudo como tormentas o lluvias intensas. Las nevadas y las heladas se concentran mayormente entre finales de noviembre y marzo. Aunque predominan vientos suaves y calmados, pueden ocurrir ráfagas fuertes en determinados días. La zona donde se encuentra el edificio estudiado está particularmente expuesta debido a su elevación y su posición en el borde del centro histórico, junto a la antigua muralla defensiva. 
Entre las elevaciones cercanas a la ciudad destaca el Monte San Cristóbal, también conocido como Ezcaba, situado aproximadamente a 10-12 kilómetros de la capital y visible desde el antiguo Palacio de los Reyes de Navarra. La dispersión de contaminantes es generalmente buena, aunque las concentraciones tienden a acumularse en el núcleo urbano. Sin embargo, los alrededores del caso de estudio no se ven afectados significativamente, gracias a las estrictas limitaciones del tráfico vehicular en el centro histórico. Los niveles de contaminación del aire permanecen por debajo de los umbrales recomendados por las últimas directivas de la Unión Europea y la Organización Mundial de la Salud. Por lo tanto, la calidad del aire en la zona puede considerarse de buena a moderada.

## Arquitectura

### Románico
Probablemente el palacio fue erigido hacia 1189, aunque hay autores que adelantan esta fecha. 
Parcialmente soterrado se encuentra una amplia estancia rectangular de 26,8 x 7,1 metros que corresponde a la primitiva construcción. Es la única sala histórica que se mantiene tras la remodelación. Sin necesidad de apoyarse en ménsulas. La cubierta es de crucería simple. En el muro norte presenta seis estrechas ventanas en derrame bastante profundo con arco de medio punto. El muro norte tiene amplios contrafuertes prismáticos que ocupan dos tercios de la altura total del muro, terminando en talud. El muro oeste tiene tres cuerpos de vanos adintelados distribuidos anárquicamente a lo largo del muro, y en la unión con el tejado canecillos. Este muro da a las huertas del Palacio. 
Las salas del lado oeste, donde estaban los aposentos reales que conservaban en la planta baja un salón artesonado con decoración de hojas de roble de finales del siglo XVI que se deterioraron en los últimos años y que en la remodelación reciente ha sido eliminada.

### Gótico y Renacentista
Se realizaron distintas ampliaciones en el ángulo nordeste y se rehízo una torre de planta, más ancha que las demás, que miraba a Santo Domingo. Se encuentran registradas las distintas obras de mejoras. 
La planta baja presentaba un patio de 20 x 20 metros aproximadamente, porticado en dos de sus lados, con pilares de 6 metros que culminan en zapatas de madera labrada con motivos animales, con una galería cerrada superior del siglo XV. En el centro había un aljibe. Estas zapatas fueron expoliadas, y el aljibe y la galería han sido eliminadas. 
Existía también una escalera noble con arcos góticos del siglo XIV que estaban debajo de la misma, que en la nueva obra, todo ello ha sido eliminado.

### Neoclásico y Barroco
A raíz de la visita de Felipe II se cambió el blasón de Navarra de la entrada por el de los Austrias, que se conserva en la actualidad. 
Las torres medievales pudieron conservase hasta mediados del siglo XVII, basándose en la acuarela que Pierre Boller hizo del palacio entonces. 
Un incendio en 1733 del molino de la pólvora parece que tuvo una importante repercusión en el palacio. En los siglos XVII y XVIII se modificó significativamente su silueta, elevando los muros, desmochando torres y construyendo el ala este para fundición de cañones.

### Moderno
Las reformas del siglo XIX aparecen ligadas a actuaciones en el pabellón de residencia del gobernador y mejoras en el sistema de escaleras del palacio. De este siglo data el mirador de galería del testero sur, y la decoración ecléctico-romántica de la fachada que miraba a la ciudad. En 1903 se construyó la casita para residencia del Jefe del Estado Mayor, sobre el muro del recinto.

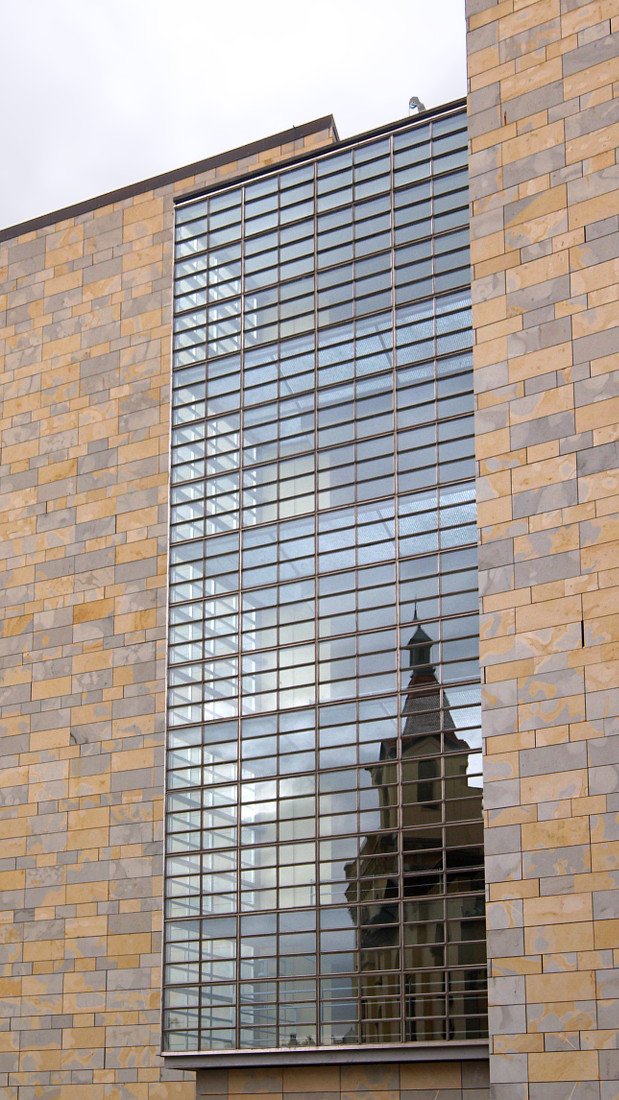
Elementos actuales tras la reforma y adaptación del antiguo edificio.

### Contemporáneo: última reforma
Realizada por Rafael Moneo en el año 2003 que realiza un edificio nuevo, manteniendo la solidez de los muros, con una imagen heredada de su historia. La cara norte y oeste dan la imagen de castillo. La piedra es la solución material y es una de las claves del trabajo compositivo. Con piedra se ha construido las partes rehabilitadas y así como las nuevas. En la cara norte y oeste, entendiendo que era imposible la restauración de sus muros muy deteriorados, se optó por protegerlos con una nueva hoja de sillería que forra la existente, muros e incluso cubiertas, aunque corrigiendo algunos huecos. Esta técnica de forrado conserva lo antiguo en su integridad para las futuras generaciones. 
La parte nueva se centra alrededor del archivo, que se organiza por una serie de salas, tres por planta y distribuidas en esvástica que están conectadas por unas rampas de cuatro tramos que rodean un patio coronado por un lucernario. Por fuera da la imagen de una torre de homenaje, que es de hormigón, forrado con la misma piedra antes referida aunque con un despiece en sillería, que indican la actualidad de la intervención.
La parte restaurada y la nueva se relacionan en el patio en un encuentro con naturalidad produciendo un lugar casi sin fecha contemporáneo e "histórico". En el exterior se han reformado los muros, elevándose algunos con embellecimiento de portadas y tapias, cuidándose mucho la redefinición de las calles colindantes.
«En el año 2004, el Archivo Real y General de Navarra -indica Juan José Martinena Ruiz, entonces también director del archivo- se trasladó a esta nueva sede, con lo cual el inapreciable tesoro documental de nuestro viejo Reino encontró el contenedor más digno y apropiado; y el Gobierno foral cumplió dos objetivos: solucionar la falta de espacio del edificio del antiguo archivo, que databa de 1898, y recuperar de sus ruinas el antiguo Palacio Real.»

## Normativa de protección patrimonial y criterios de intervención
El edificio que actualmente alberga el Archivo Real y General de Navarra fue declarado Monumento Histórico-Artístico en 1931, con su protección reforzada en 1976. Esta declaración implica que cualquier intervención requiere autorización previa de las autoridades competentes en patrimonio, respetando el valor histórico, arquitectónico y simbólico de la estructura. Además, la Ley Foral 14/2005 sobre Patrimonio Cultural de Navarra establece medidas específicas para la protección, conservación y restauración de bienes culturales. Bajo esta ley, cualquier trabajo que afecte elementos protegidos del edificio requiere la aprobación previa del Departamento de Cultura del Gobierno de Navarra.
Desde la perspectiva urbanística, el proyecto de rehabilitación debía cumplir con el Plan Especial de Protección y Reforma Interior (PEPRI) del Casco Antiguo de Pamplona, que regula las intervenciones dentro del centro histórico definiendo criterios para la conservación del patrimonio, alturas máximas, materiales y alineaciones para asegurar la integración armónica en el tejido urbano. Asimismo, la Ley Foral 6/1987 sobre Normas Regionales de Urbanismo proporciona el marco legal para el uso del suelo y la protección en áreas históricamente sensibles, como el casco antiguo de Pamplona.
Aunque fue promulgado después de la restauración, el Decreto Foral 108/2014 relativo al Informe de Evaluación de Edificios (IEE) destaca la importancia de aspectos como la conservación estructural, accesibilidad y eficiencia energética, principios que ya se contemplaron de forma implícita durante la rehabilitación. La intervención también cumplió con el Código Técnico de la Edificación (CTE), especialmente en lo referente a seguridad estructural, protección contra incendios y accesibilidad. La Ley Foral 12/2018 sobre Accesibilidad Universal se garantizó mediante la incorporación de elementos como rampas, ascensores y señalización adaptada para asegurar el acceso a todos los usuarios.
La restauración, dirigida por el arquitecto Rafael Moneo, se guio por un enfoque equilibrado entre conservación patrimonial y modernización arquitectónica. El proyecto preservó estructuras históricas significativas, como el salón románico del siglo XII, e integró elementos contemporáneos, incluyendo una torre archivo diseñada ex novo, construida con materiales y técnicas compatibles con el conjunto histórico. Además, la intervención tuvo como objetivos mejorar la eficiencia energética, la seguridad estructural y la funcionalidad general, adaptando el edificio a las necesidades de una institución archivística moderna sin comprometer su identidad patrimonial.

## Degradaciones y patologías
Antes de su restauración en 2003, el Palacio de los Reyes de Navarra (actual sede del Archivo Real y General de Navarra) se encontraba en un estado avanzado de degradación. Este deterioro fue consecuencia de siglos de uso continuado, intervenciones inadecuadas, abandono parcial y conflictos militares, que afectaron gravemente tanto la integridad estructural como el valor patrimonial del edificio. El complejo acumulaba diversas patologías constructivas que comprometían su estabilidad física y conservación histórica.
En primer lugar, se detectaron daños estructurales significativos: muros portantes debilitados, grietas generalizadas, colapsos parciales y deformaciones en estructuras de suelo, especialmente en las zonas superiores. Desde que dejó de funcionar como cuartel militar en 1971, el edificio sufrió abandono funcional y falta prolongada de mantenimiento, agravados por un uso inapropiado como cuartel, que alteró espacios y materiales originales. Es probable que las modificaciones derivadas del uso militar en los siglos XIX y XX contribuyeran a un trazado interno desorganizado, con intervenciones que ignoraron la lógica constructiva tradicional y los materiales originales.
Además, el edificio fue dañado por varias explosiones históricas e incendios, como los ocurridos en el polvorín en 1675 y 1733. Estos eventos deterioraron tanto la apariencia exterior como la integridad de los materiales más expuestos. Otros daños provinieron de incendios intencionados ocurridos entre 1978 y 1983, dejando el edificio en un estado profundamente degradado y abandonado. Actos de vandalismo destruyeron partes del tejado, suelos de madera y acabados interiores. En ese momento, la población de Navarra expresó preocupación por la situación del edificio y el riesgo de pérdida irreversible del palacio.
Se infiere que, en el momento de la restauración, el edificio presentaba numerosas patologías causadas por la humedad en lo que se había convertido en un estado ruinoso. Al haber perdido gran parte del tejado y los suelos, la precipitación y las filtraciones de agua afectaron inevitablemente la conservación. La humedad penetraba tanto por capilaridad como a través de techos y sistemas de drenaje dañados. Estas condiciones húmedas provocaron la degradación de revestimientos, pérdida de mortero, aparición de eflorescencias salinas y proliferación biológica en varias áreas del edificio.
El abandono funcional durante gran parte del siglo XX, sumado al vandalismo y la falta de mantenimiento, aceleró el proceso de deterioro. En diciembre de 1994 se demolió más de la mitad del Palacio Real, a pesar de que esto no estaba previsto en el proyecto inicial. Las autoridades alegaron que la zona demolida había sido añadida posteriormente y no formaba parte de la estructura original. Sin embargo, algunos lo interpretaron como una violación de las leyes de protección del patrimonio y un incumplimiento en la defensa del Patrimonio Cultural y Artístico de Navarra.
Antes de la intervención de rehabilitación, la planta baja del palacio conservaba un patio de aproximadamente 20 x 20 metros, parcialmente porticado en dos lados. El pórtico estaba sostenido por pilares de madera de seis metros de altura coronados con ménsulas talladas con motivos zoomorfos. Estas ménsulas y pilares soportaban una galería superior cerrada añadida en el siglo XV, que recorría el nivel superior del patio. Asimismo, bajo la galería se encontraba una escalera noble gótica del siglo XV. También se conservaba un aljibe de gran importancia histórica en el centro del patio. Todos estos elementos —las ménsulas talladas, la galería superior, la escalera y el aljibe— fueron eliminados durante la intervención.
En el ala oeste del edificio, correspondiente a los antiguos aposentos reales, existía un salón en planta baja con un artesonado de madera decorado con motivos de hojas de roble, datado a finales del siglo XVI. Este techo fue gravemente dañado por los incendios posteriores al abandono y finalmente no fue restaurado sino retirado. Hubo movilizaciones ciudadanas en defensa de estos elementos arquitectónicos históricos y contra su demolición, pero no fueron tenidas en cuenta por las autoridades competentes y no lograron impedir la pérdida de estos bienes patrimoniales.
La fotografía siguiente, tomada tras la demolición del ala este y la limpieza de la estructura medieval, muestra que solo quedó en pie el edificio construido en el siglo XII, durante el reinado de Sancho el Sabio. El estado del edificio antes de la rehabilitación era crítico, requiriendo una intervención integral para garantizar su conservación, funcionalidad y valorización como bien patrimonial de primer orden.
Algunas fachadas exteriores estaban tan dañadas que no pudieron ser restauradas con técnicas convencionales. Por ello, Rafael Moneo optó por reconstruirlas respetando las formas, materiales y texturas originales, envolviendo el volumen existente con nuevas fachadas de sillería. Este método no se aplicó a todo el edificio, motivo por el que las nuevas construcciones anexas se realizaron con la misma piedra pero tratada con técnicas modernas. Este contexto justificó la necesidad de una intervención global que combinara principios de conservación patrimonial con soluciones contemporáneas para adaptar la estructura a su nueva función como archivo histórico.